# Aseptis catalina
Aseptis catalina là một loài bướm đêm trong họ Noctuidae.